# Epinephelus maculatus
Epinephelus maculatus és una espècie de peix de la família dels serrànids i de l'ordre dels perciformes.

## Morfologia
Els mascles poden assolir els 60,5 cm de longitud total.

## Distribució geogràfica
Es troba al Pacífic.